# رون بونهام
رون بونهام (بالإنجليزية: Ron Bonham)‏ مواليد 31 مايو 1942 في مونسي - الوفاة 16 أبريل 2016، كان لاعب كرة سلة أمريكي. بدأ مسيرته الاحترافية في سنة 1964. تم اختياره من قبل فريق بوسطن سيلتكس خلال الدرافت. بلغ طوله 6 قدم 5 بوصة (2.0 م). اعتزل اللعب في 1968. لعب مع بوسطن سيلتكس وانديانا بايسرز.

## روابط خارجية
- رون بونهام على موقع إن بي أي (الإنجليزية)
- رون بونهام على موقع سبورتس رفرنس (الإنجليزية)
- رون بونهام على موقع كلية كرة السلة في سبورتس رفرنس.كوم (الإنجليزية)
- رون بونهام على موقع ريلجم (الإنجليزية)
- رون بونهام على موقع بروبوليرز (الإنجليزية)